# Guminingrejo
Guminingrejo is een bestuurslaag in het regentschap Lamongan van de provincie Oost-Java, Indonesië. Guminingrejo telt 1781 inwoners (volkstelling 2010).